# Kleinenberg (Lichtenau)

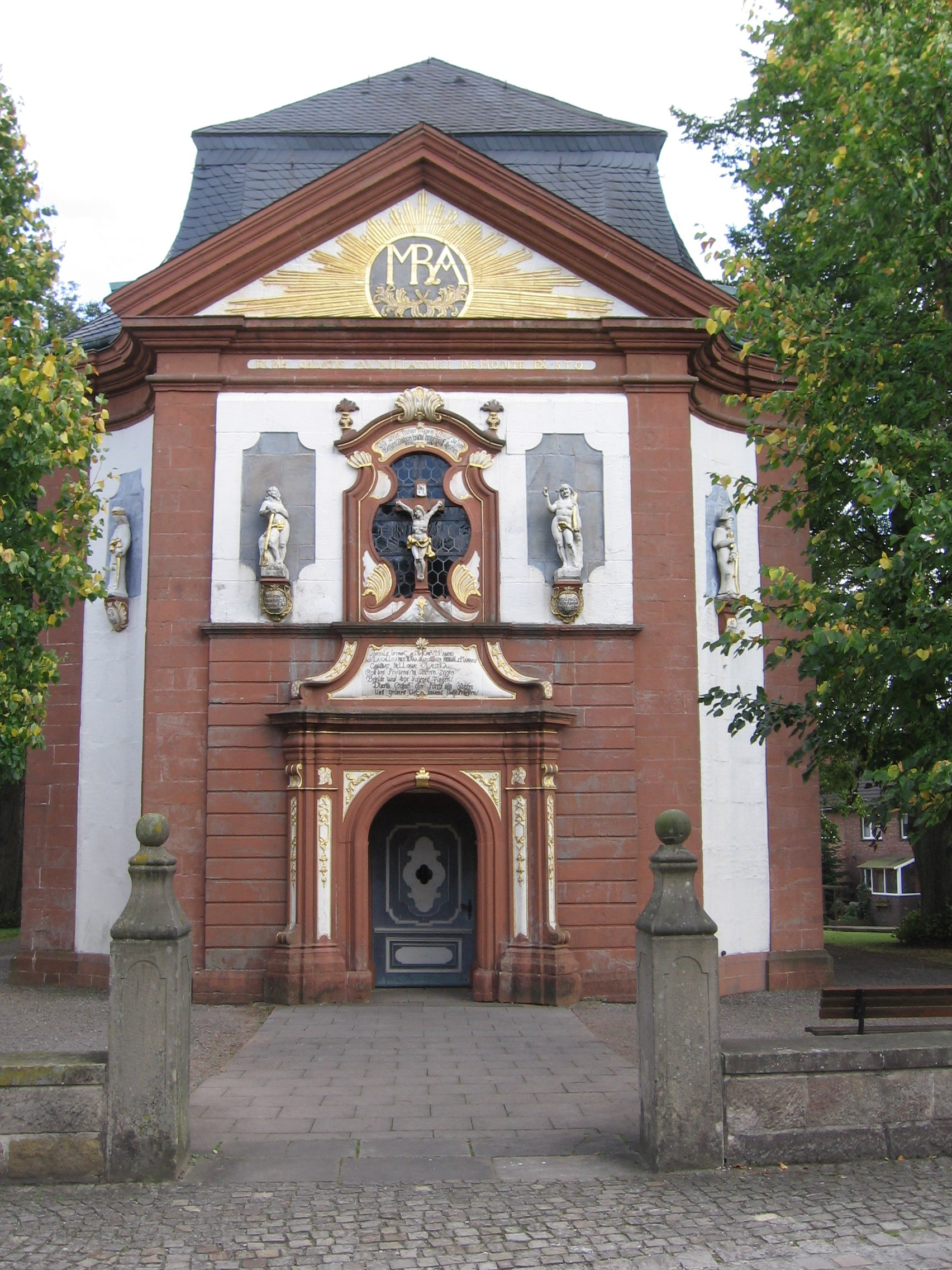
Die Wallfahrtskirche Mariä Heimsuchung in Kleinenberg

Kleinenberg ist ein südöstlicher Stadtteil von Lichtenau in Nordrhein-Westfalen, Deutschland und gehört zum Kreis Paderborn. Kleinenberg ist außerdem ein Teil der Region Bürener Land und des Soratfelds.

## Geografie

### Nachbarorte
Im Westen beginnend grenzen an Kleinenberg im Uhrzeigersinn die Lichtenauer Stadtteile Holtheim und Lichtenau sowie der Kreis Höxter mit der Stadt Willebadessen, ihrem Stadtteil Borlinghausen und den Warburger Stadtteilen Bonenburg und Scherfede.

### Klima
Kleinenberg gehört wie Ostwestfalen-Lippe insgesamt zum ozeanischen Klimabereich Nordwestdeutschlands, dem es geringe Temperaturgegensätze und milde Winter verdankt. Allerdings sind schon kontinentale Einflüsse wirksam. So liegt die Temperatur im Sommer höher und die Nächte sind kühler als in größerer Nähe zur Küste. Die Lage am Rand des Eggegebirges bedingt ein submontanes Klima der Mittelgebirgsstufe mit kühleren Temperaturen und höherem Niederschlag als in anderen Lagen des Kreisgebiets.

## Geschichte
Erstmals wurde Clenenberga um 1220 erwähnt. 1249 wird es erstmals als Stadt ("oppidum") bezeichnet. Die Herren von Osdagessen-Marschall haben damals ihre Rechte an der Stadt auf den Paderborner Bischof übertragen, damit Ludolf und Hermann Marschall, die durch ihre Mutter Kölner Ministeriale waren, in die Paderborner Dienstmannschaft aufgenommen wurden und so ihre Paderborner Dienstlehen behalten konnten. Anhand der Quellen ist nicht zu entscheiden, ob Kleinenberg eine alleinige Gründung der Ministerialen von Osdagessen-Marschall, die im Umfeld von Kleinenberg reich begütert waren, oder eine gemeinsame Gründung mit dem Paderborner Bischof war. Die zweite Möglichkeit wird wegen des Interesses des Bischofs am territorialen Ausbau des Hochstifts und des Status der Osdagessen-Marschall als Ministeriale und Inhaber des Paderborner Marschallamts aber als wahrscheinlicher betrachtet.
Beim Aufbau des Territoriums des Hochstifts Paderborn war Kleinenberg ein wichtiger Vorposten gegen die Grafen von Waldeck. Ein Burgmannslehen ist für die von Calenberg belegt und wird für die Marschall von Osdagessen vermutet. Da beide Familien auch Burglehen zu Lichtenau hatten und die heute wüstgefallene Stadt Blankenrode, wo die Marschall von Osdagessen zudem ein Burglehen innehatten, in Pfandbesitz besaßen, sieht Michael Lagers „ein durch identische Burgmannenfamilien dominiertes und koordiniertes Verteidigungsdreieck“.
Als Teil des Hochstifts Paderborn war die Stadt auch Bestandteil des Heiligen Römischen Reiches, darin ab dem 16. Jahrhundert des niederrheinisch-westfälischen Reichskreises. 1802/03 wurde das Hochstift vom Königreich Preußen besetzt. In napoleonischer Zeit war der Ort von 1807 bis 1813 Teil des Königreiches Westphalen und gehörte zum Kanton Lichtenau im Departement der Fulda. Seit 1815 gehörte Kleinenberg endgültig zum Königreich Preußen und 1816 wurde die Stadt dem neuen Kreis Büren zugeordnet. Im Kreis Büren gehörte Kleinenberg zum Amt Lichtenau. Von 1945 bis 1949 war Kleinenberg ein Teil der britischen Besatzungszone, ab 1946 staatlich regiert vom Land Nordrhein-Westfalen bzw. ab 1949 auch durch die Bundesrepublik Deutschland. Durch das Sauerland/Paderborn-Gesetz wurde Kleinenberg am 1. Januar 1975 mit den meisten Gemeinden des Amtes Atteln sowie den übrigen Gemeinden des Amtes Lichtenau zur neuen Stadt Lichtenau zusammengelegt und kam mit dieser zum Kreis Paderborn. Rechtsnachfolgerin der aufgelösten Ämter Atteln und Lichtenau sowie der Stadt Kleinenberg ist die Stadt Lichtenau.

### Wappen
| Wappen der ehemaligen Stadt Kleinenberg (Westf.) | Blasonierung: „In Blau eine silberne (weiße) Zinnenmauer mit offenem Tor und vier vorgebauten Rundtürmen, überragt von einem Turm mit zwei Erkern, alle mit roten Spitzdächern, der mittlere besteckt mit einem goldenen (gelben) Knauf.“                                                                                                |
| Wappen der ehemaligen Stadt Kleinenberg (Westf.) | Wappenbegründung: Das Wappen wurde 1908 vom preußischen König Wilhelm II. verliehen. Die genaue Bedeutung ist unklar; ein Siegel aus dem Jahre 1606 zeigt bereits ähnliche Symbole, welche auf die Stadtgründung anspielen. Es zeigt die früheren Farben Rot und Silber des Hochstifts Paderborn als Zeichen der früheren Zugehörigkeit. |

### Wüstungen und Burgställe
Auf dem Gebiet Kleinenbergs sind folgende Objekte als Wüstung, partielle Wüstung oder Burgställe zu nennen:
- Bülheim, wo sich einst ein Villikationshof des Klosters Willebadessen befand, liegt zwischen Lichtenau und Kleinenberg. Zur Zeit der spätmittelalterlichen Wüstungsperiode fiel der Ort wüst. Später wurde dort das  Gut Bülheim, auch Bülheimer Hof genannt, angesiedelt.
- Die Wüstung Overhagen liegt 2,5 km westsüdwestlich von Kleinenberg im Forst Overhagen.
- Die Überreste der Turmhügelburg Zuckerberg, in der Literatur auch Lange Brede genannt, liegen 1,8 km südöstlich von Kleinenberg.[10]
- In der Heimatliteratur wird ein weiterer Burgstall auf dem Ettberg südwestlich von Kleinenberg vermutet.[11]
- Die Burg Kleinenberg, eine für paderbornische Städte übliche Stadtburg, hat nordwestlich des Kirchplatzes gestanden. 1658 wird die Stelle als Burgplatz bezeichnet und auf dem Fabritius-Gemälde von Kleinenberg aus dem Jahr 1665 ist dort ein Gebäude ähnlich der Burg Lichtenau zu erkennen. Ausgrabungen von vor 1926, bei denen allerdings keine Dokumentation erfolgte, bestätigen diese Angaben. Aufgrund der Bezeichnung als Amtshaus fehlen häufigere Erwähnungen als 'Burg'.[12][13]

## Politik
Ortsvorsteher von Kleinenberg ist Frank Braun.

## Bauwerke
- Wallfahrtskirche Mariä Heimsuchung[15] mit Lourdes-Grotte[16]
- Die aus dem 13. Jahrhundert stammende Pfarrkirche St. Cyriakus[15] wurde 1351 erstmals erwähnt und wurde beim Stadtbrand von 1742 zerstört. Beim bis 1745 vollendeten Aufbau konnte nur noch ein Teil des Turms integriert werden.[17]
- Überreste der Stadtbefestigung sind als 1 bis 2 m hoher, von einer Hecke bestandener Wall erhalten. Nördlich einer 350 m langen geraden Strecke bildet der ummauerte Bereich einen Halbkreis. Das Gemälde Kleinenbergs von Carl Ferdinand Fabritius aus dem Jahre 1665 zeigt außer den Tortürmen im Westen und Osten keinen Einbau. Dafür ist im Vorfeld der Stadtmauer ein System von Wallhecken zu erkennen.[18]

## Persönlichkeiten
- August Dissen (1875–1933), Verwaltungsbeamter, Bürgermeister von Warburg
- Philipp Witkop (1880–1942), Professor für neuere deutsche Literatur